# Grand Prix des Nations (wyścig samochodowy)
Grand Prix des Nations – wyścig samochodowy, odbywający się  w latach 1946, 1948, 1950 na torze Circuit des Nations w Genewie.
W latach 1948, 1950 wraz z wyścigiem Formuły 1 niezaliczanym do klasyfikacji generalnej, tego samego dnia odbywał się wyścig Formuły 2 - Grand Prix Genewy (ofic. Grand Prix de Genève).

## Zwycięzcy
| Rok  | Grand Prix             | Zwycięzca           | Samochód          | Seria            | Wyniki |
| ---- | ---------------------- | ------------------- | ----------------- | ---------------- | ------ |
| 1946 | Grand Prix des Nations | Giuseppe Farina     | Alfa Romeo 158    | Grandes Épreuves | Wyniki |
| 1948 | Grand Prix des Nations | Giuseppe Farina     | Maserati 4CLT     | Formuła 1        | Wyniki |
| 1948 | Grand Prix Genewy      | Raymond Sommer      | Simca-Gordini T11 | Formuła 2        | Wyniki |
| 1950 | Grand Prix des Nations | Juan Manuel Fangio  | Alfa Romeo 158    | Formuła 1        | Wyniki |
| 1950 | Grand Prix Genewy      | Maurice Trintignant | Simca-Gordini T15 | Formuła 2        | Wyniki |